# Grenchen Süd
Grenchen Süd (niem: Bahnhof Grenchen Süd) – stacja kolejowa w Grenchen, w kantonie Solura, w Szwajcarii. Znajduje się na zarządzanej przez SBB-CFF-FFS Jurafusslinie.

## Położenie
Stacja kolejowa znajduje się w centrum miasta i stanowi dolną granicę centrum. Na południe od dworca rozciągają się "wiejskie" części Grenchen, Grenchner Witi z licznymi gospodarstwami i polami oraz lotniskiem Grenchen, i Aare jako naturalną granicę z sąsiednim Arch. Na północy znajduje się centrum miasta, około pięciu minut pieszo. Sama stacja znajduje się niemal dokładnie w kierunku wschód-zachód, północ stanowi "wyjście głównie na miasto". Wyjście południowe jest możliwe poprzez tunel dla pieszych.

## Infrastruktura
Stacja posiada dwa perony z trzema torami. Północny peron i tor 1 obsługuje pociągi do Zurychu, tor nr 2 w kierunku Biel/Bienne. Tor nr 3 znajduje się na południe od toru nr 2 i jest rzadko wykorzystywany. Przez stację i perony prowadzi tunel, który umożliwia dostęp do peronów i komunikację między południową a północą częścią miasta. Infrastruktura stacji składa się z kasy biletowej SBB z poczekalnią, Kiosku Avec, toalet i parkingu. Dwa automaty biletowe umożliwiają zakup biletów poza godzinami otwarcia budynku.

## Linie kolejowe
- Jurafusslinie